# Peter Roström
Peter Roström var en svensk porträttmålare verksam i mitten av 1700-talet.
Få uppgifter finns noterade om Roström, vad man vet är att han utfört porträtt av Anna Fredrika Didron, Peter Broman och Anders Lohman. Av hans stil att måla drar man slutsatsen att han troligen var elev till Johan Henrik Scheffel. Han fick 1756 ett pass utfärdat som gällde en resa från Stockholm till Småland och Skåne samt åter. Roström finns representerad vid Nordiska museet och Nationalmuseum i Stockholm.